# Голденс Бриџ (Њујорк)
Голденс Бриџ (енгл. Goldens Bridge) насељено је место без административног статуса у америчкој савезној држави Њујорк.

## Демографија
По попису из 2010. године број становника је 1.630, што је 52 (3,3%) становника више него 2000. године.
| Група             | 2000.         | 2010.         |
| Белци             | 1.470 (93,2%) | 1.438 (88,2%) |
| Афроамериканци    | 22 (1,4%)     | 40 (2,5%)     |
| Азијати           | 37 (2,3%)     | 43 (2,6%)     |
| Хиспаноамериканци | 36 (2,3%)     | 92 (5,6%)     |
| Укупно            | 1.578         | 1.630         |